# Madaíl
Madaíl is een plaats (freguesia) in de Portugese gemeente Oliveira de Azeméis en telt 884 inwoners (2001).